# Srednja vas – Goriče
Srednja vas – Goriče je naselje u slovenskoj Općini Kranju. Srednja vas – Goriče se nalazi u pokrajini Gorenjskoj i statističkoj regiji Gorenjskoj. 

## Stanovništvo
Prema popisu stanovništva iz 2002. godine naselje je imalo 94 stanovnika.